# Mabira pallida
Mabira pallida är en insektsart som beskrevs av Ronald Gordon Fennah 1950. Mabira pallida ingår i släktet Mabira och familjen vedstritar. Inga underarter finns listade i Catalogue of Life.